# Liste der Wappen im Freien Gemeindekonsortium Agrigent
Die Liste der Wappen im Freien Gemeindekonsortium Agrigent zeigt die Wappen der 43 Gemeinden im Freien Gemeindekonsortium Agrigent der autonomen Region Sizilien der Republik Italien. In dieser Liste sind die Wappen jeweils mit einem Link auf die Gemeinde angezeigt.

## Wappen des Freien Gemeindekonsortiums Agrigent

Freies Gemeindekonsortium Agrigent
Lage in Italien

## Wappen der Gemeinden des Freien Gemeindekonsortiums Agrigent

Agrigent
Alessandria della Rocca
Aragona
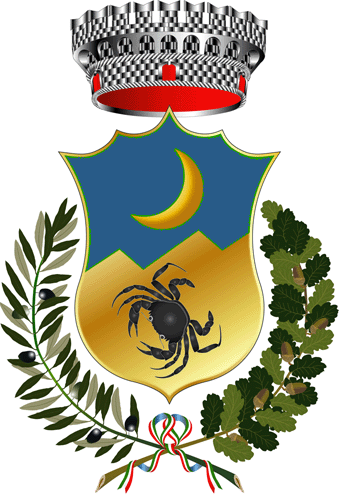
Bivona
Burgio
Calamonaci
Caltabellotta
Camastra
Cammarata
Campobello di Licata
Canicattì
Casteltermini
Castrofilippo
Cattolica Eraclea
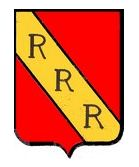
Cianciana
Comitini
Grotte
Joppolo Giancaxio
Lampedusa e Linosa
Licata
Lucca Sicula
Menfi
Montallegro
Montevago
Naro
Palma di Montechiaro
Porto Empedocle
Racalmuto
Raffadali
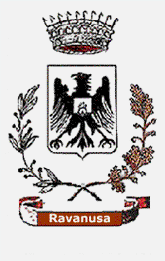
Ravanusa
Realmonte
Ribera
Sambuca di Sicilia
San Biagio Platani
San Giovanni Gemini
Santa Margherita di Belice
Sant’Angelo Muxaro
Santo Stefano Quisquina
Sciacca
Siculiana
Villafranca Sicula